# 安伯勞島

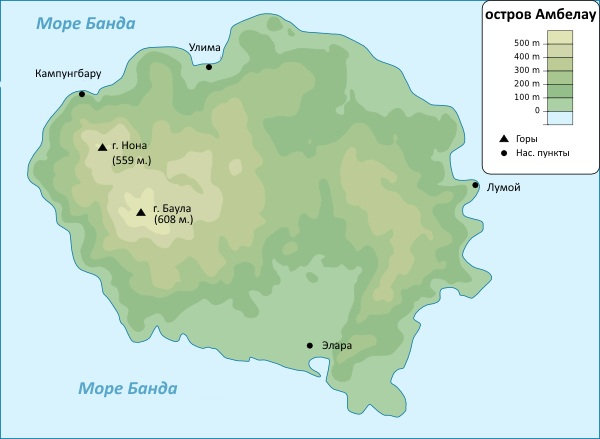
俄语版的安伯勞島地图

安伯勞島是印度尼西亞的島嶼，屬於摩鹿加群島的一部分，位於布魯島東南約20公里的班達海，最高點海拔高度608米，主要經濟活動是農業，2009年人口9,600。
3°52′17″S 127°12′12″E / 3.87139°S 127.20333°E